# Hagenreuth
Hagenreuth (oberfränkisch: Hognrat) ist ein Gemeindeteil der Stadt Creußen im Landkreis Bayreuth (Oberfranken, Bayern). Hagenreuth liegt in der Gemarkung Creußen.

## Lage
Nördlich der Einöde grenzt das Waldgebiet Creußener Hagenreuth an. Eine Gemeindeverbindungsstraße führt an Reichholdsweber vorbei nach Creußen zur Bundesstraße 2 (1,8 km südwestlich) bzw. nach Tiefenthal (1,7 km nordöstlich).

## Geschichte
Der Ort wurde 1426 als „Hagenreut“ erstmals urkundlich erwähnt und dürfte aufgrund seiner ungünstigen Lage kaum viel früher angelegt worden sein. Der Ortsname bedeutet Rodung in der Hag. Von 1791/92 bis 1810 unterstand Hagenreuth dem preußische Justiz- und Kammeramt Pegnitz.
Mit dem Gemeindeedikt (frühes 19. Jahrhundert) wurde Hagenreuth dem Steuerdistrikt Creußen und der Ruralgemeinde Bühl zugewiesen. Zu dieser Zeit wurde der Ort „Fallmeister“ genannt, wohl entsprechend seiner Funktion als Abdeckerei. Im Rahmen der Gebietsreform in Bayern wurde Hagenreuth am 1. Januar 1972 in die Stadt Creußen eingegliedert.

## Baudenkmäler
- Steinkreuz